# Przełącznik ognia

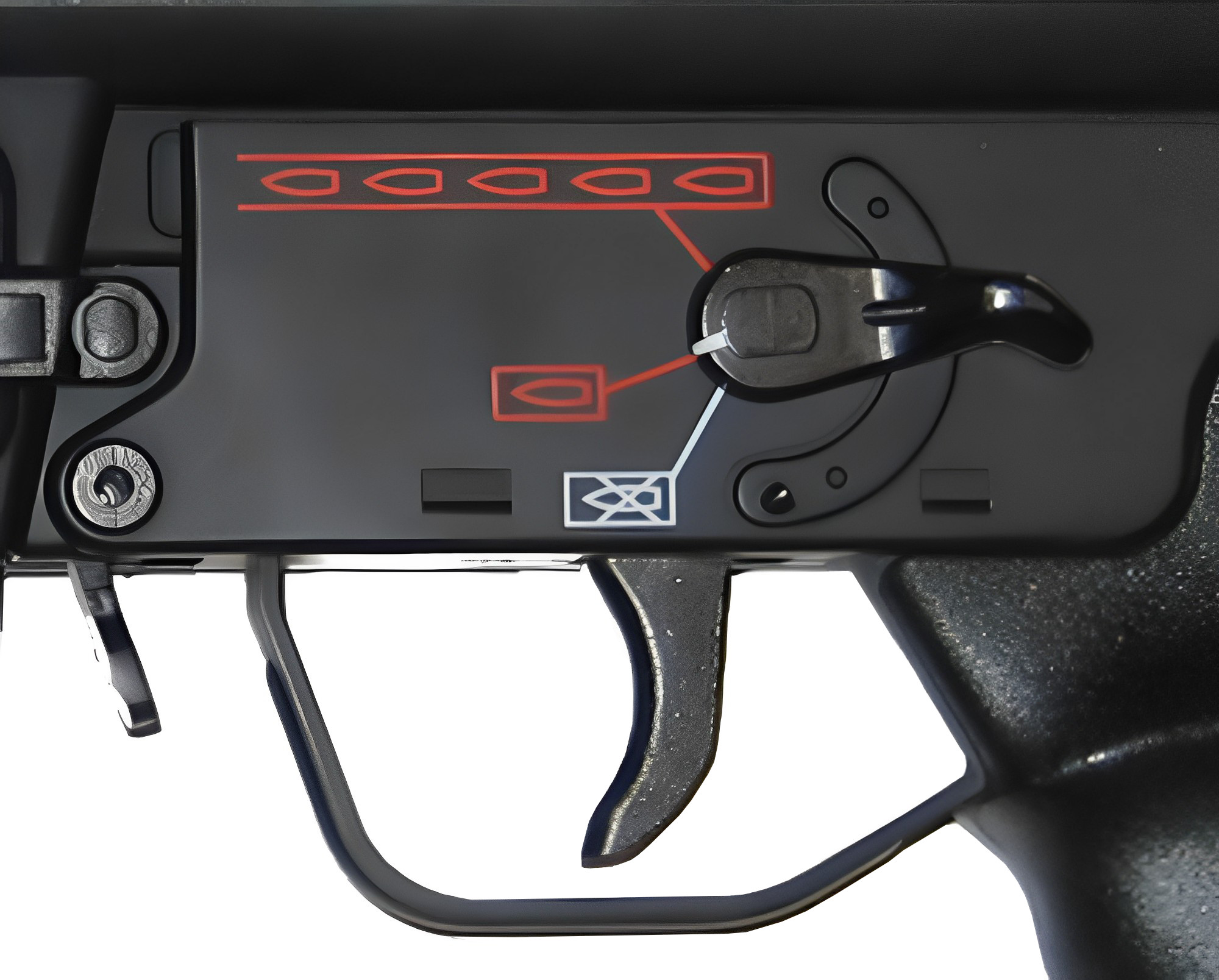
Przełącznik rodzaju ognia wyposażony w trzy tryby (od góry):
ogień ciągły
ogień pojedynczy
włączenie bezpiecznika

Przełącznik rodzaju ognia – w broni samoczynno-samopowtarzalnej element mechanizmu spustowego, który umożliwia przełączanie między ogniem pojedynczym i ciągłym. Działanie polega na wyłączeniu przerywacza przy przejściu na ogień ciągły.
W niektórych modelach broni przełącznik umożliwia również włączenie ogranicznika długości serii i bezpiecznika.